# Mauro Gianneschi
Mauro Gianneschi (Ponte Buggianese, Toscana, 3 d'agost de 1931 - Altopascio, 21 de gener de 2016) va ser un ciclista italià, que fou professional entre 1954 i 1959.
En el seu palmarès destaca la victòria en una etapa del Giro d'Itàlia de 1954.

## Palmarès
- 1951
  - 1r al Gran Premi Ciutat de Camaiore
- 1953
  - 1r a la Coppa 29 Martiri de Figline de Prato
  - 1r al Gran Premi de Ginebra
  - 1r a la Coppa Giulio Burci
- 1954
  - Vencedor d'una etapa al Giro d'Itàlia

### Resultats al Giro d'Itàlia
- 1954. 43è de la classificació general. Vencedor d'una etapa
- 1955. 65è de la classificació general

### Resultats a la Volta a Espanya
- 1956. 38è de la classificació general